# Algimantas Salamakinas
Algimantas Salamakinas (ur. 4 września 1952 w miejscowości Baroninė w rejonie kiejdańskim) – litewski polityk i samorządowiec, poseł na Sejm.

## Życiorys
Ukończył w 1970 technikum w Radziwiliszkach, a w 1975 trzyletnią szkołę średnią w Kiejdanach. Początkowo pracował jako tokarz, następnie odbywał służbę wojskową w Armii Radzieckiej. W latach 1971–1992 był zatrudniony w kiejdańskiej wytwórni "Progresas", przekształconej później w spółkę akcyjną. Od 1991 kierował radą nadzorczą tego przedsiębiorstwa.
Należał do Komunistycznej Partii Związku Radzieckiego, w 1990 został członkiem Litewskiej Demokratycznej Partii Pracy, a w 2001 działaczem Litewskiej Partii Socjaldemokratycznej.
W latach 1990–1995 pełnił funkcję radnego rejonu kiejdańskiego i członka prezydium rady. Do samorządu był wybierany także później w kolejnych wyborach.
W 1992 zasiadł w Sejmie, skutecznie ubiegając się o reelekcję w 1996, 2000 i 2004. W kadencji 2004–2008 kierował parlamentarnym Komitetem ds. młodzieży i sportu. W wyborach w 2008 został po raz piąty z rzędu posłem, wygrywając w drugiej turze w okręgu jednomandatowym Radziwiliszki. W wyborach w 2012 i 2016 ponownie uzyskiwał mandat poselski.